# Cuthill–McKee-algoritmus

Mátrix Cuthill–McKee-rendezése

Ugyanazon mátrix RCM-rendezése

A lineáris algebrában használják a Cuthill–McKee-algoritmust (CM), amely Elizabeth Cuthill és James McKee után kapta a nevét. Ez az algoritmus egy szimmetrikus mintával rendelkező ritka mátrixot egy kis sávszélességű sávmátrixba permutál. Az Alan George-nak köszönhető fordított Cuthill–McKee-algoritmus (RCM) ugyanez az algoritmus, de eredményül fordítva adja vissza az indexszámokat. A gyakorlatban ez általában kevesebb kitöltést eredményez, mint a CM rendezés, amikor is Gauss-eliminációt alkalmaznak.
A Cuthill–McKee-algoritmus a gráfkereső algoritmusok között használt standard szélességi keresés algoritmusának egy változata. Perifériás csomóponttal kezdődik, majd {\displaystyle R_{i}}szinteket generál  {\displaystyle i=1,2,...}-re, amíg az összes csomópont bejárásra nem kerül. Az {\displaystyle R_{i+1}}halmaz az {\displaystyle R_{i}} halmazból jön létre, méghozzá az összes {\displaystyle R_{i}}{\displaystyle R_{i}}-beli csomópont szomszédságában lévő csúcsok növekvő sorrendben történő felsorolásával. Ez a részlet az egyetlen különbség a CM és a szélességi keresés algoritmusa között.

## Algoritmus
Adott egy szimmetrikus {\displaystyle n\times n} mátrix, amit a gráf szomszédsági mátrixaként jelenítünk meg. A Cuthill–McKee-algoritmus a gráf csúcsainak újracímkézése a szomszédsági mátrix sávszélességének csökkentése érdekében. 
Az algoritmus rendezett n-es csúcsok {\displaystyle R} halmazát állítja elő, ami a csúcsok egy új rendezése. 
Először kiválasztunk egy perifériás csúcsot ({\displaystyle x}), ami tulajdonképpen a legalacsonyabb fokú csúcs és beállítjuk {\displaystyle R:=(\{x\})}. 
Majd {\displaystyle i=1,2,\dots }-vel az alábbi lépéseket megismételjük, amíg {\displaystyle |R|<n}. 
- Készítsük el {\displaystyle Ri} szomszédsági halmazát ({\displaystyle Ri} az {\displaystyle R} i-edik komponense) és zárjuk ki azokat a csúcsokat, amelyek már szerepelnek {\displaystyle R}-ben.

{\displaystyle A_{i}:=\operatorname {Adj} (R_{i})\setminus R}
- Rendezzük csúcsait növekvő sorrendbe (csúcsfok).
- Majd fűzzük azt az eredményhalmazhoz.

Más szóval, számozzuk a csúcsokat egy konkrét szélességi gráfbejárás szerint, ahol a szomszédos csúcsokat növekvő sorrendben járjuk be. 

## Fordítás
Ez a szócikk részben vagy egészben  a   Cuthill–McKee algorithm című angol Wikipédia-szócikk ezen változatának fordításán alapul.  Az eredeti cikk szerkesztőit annak laptörténete sorolja fel. Ez a jelzés csupán a megfogalmazás eredetét és a szerzői jogokat jelzi, nem szolgál a cikkben szereplő információk forrásmegjelöléseként.